# Histoire de Cadix
La ville de Cadix qui a également porté les noms de Gadès, Gadir et Didýme est la plus ancienne cité d'Occident. Son histoire tri-millénaire est portée par une situation géographique unique entre Europe et Afrique mais aussi entre Atlantique et Méditerranée.

Cadix en 1928.

## Antiquité

### Fondation de la Cité
La tradition classique situe la fondation de la Cité par les Phéniciens à 80 années après la guerre de Troie soit entre le XIIe et le XIe siècle av. J.-C. (1104 av. J.-C. d'après Tite Live et Velleius Paterculus). Il existe d'autres théories de fondation de la cité liées à la civilisation Tartessos (Tarsis).
De 700 av. J.-C. à 600 av. J.-C. la ville est un riche marché où s'échangent ambre et étain.

### Conquête de Gadès par lesCarthaginois
Les Carthaginois s'emparèrent de la ville en 501 av. J.-C. La deuxième guerre punique entre la République de Carthage et la République romaine commença par un différend sur l'hégémonie sur Sagonte, une ville côtière hellénisée et alliée de Rome.

### Gadir la cité romaine
Après de nombreuses batailles entre les Romains et les Carthaginois dans la Péninsule Ibérique, seul Gadir avec l'aide de Magon Barca résista un certain temps, mais assiégée par Scipion l'Africain, elle se rend en 206 av. J.-C. pendant la deuxième guerre punique. Elle obtient un traitement de faveur de la part de la République romaine pour maintenir sa forte activité commerciale. Jules César accorda à ses habitants la citoyenneté romaine en 49 av. J.-C. car ils avaient pris parti pour lui et chassé les pompéiens (Dion Cassius, 41,24).

## La cité wisigoth
Les Grandes Invasions "barbares" provoquent la chute de l'Empire romain et mettent Rome à sac en 410. Les barbares ne s'arrêtent pas là et les Wisigoths prennent l'Hispanie et détruisent la ville de Cadix au Ve siècle.

## Qadis la musulmane
Au printemps 711, le gouverneur musulman d'Ifriqiya, Moussa Ibn Noçaïr envoie Tariq ibn Ziyad à la conquête de la péninsule Ibérique, à la tête d'environ 12 000 hommes, majoritairement des Berbères. Ṭariq débarque à Gibraltar, probablement dans la nuit du 27 au 28 avril 711. Après le débarquement, Ṭariq aurait brûlé ses navires et tenu un discours, devenu célèbre, à ses soldats :

« Ô gens, où est l'échappatoire ? La mer est derrière vous, et l'ennemi devant vous, et vous n'avez par Dieu que la sincérité et la patience […] »

— Ṭāriq ibn Ziyād
Ṭariq prend rapidement Algésiras et Cadix, puis se dirige vers Séville quand il rencontre le roi wisigoth Rodéric à la tête d'une armée de 33 000 hommes, venu protéger son royaume. Le 19 juillet 711 se déroule la bataille du Guadalete aux abords immédiat de la baie de Cadix. Les Omeyyades triomphent et Rodéric est tué, permettant l'avènement d'Al-Andalus.
À la suite de sa conquête, Cadix rebaptisé Qadis est reconstruite par les Maures.
En 858, elle est pillée par le chef viking Hasting.

## La reconquête chrétienne
Puis Alphonse X, roi de Castille et de León, reprit la ville en 1262.

## Le port de la conquête des Amériques
Après la traversée transatlantique de Christophe Colomb en 1492, les flotte des Indes espagnole qui rapportaient les trésors du Nouveau Monde utilisèrent Cadix, concurremment à Séville comme port de rattachement et la ville devint une des plus riches villes d'Europe. 

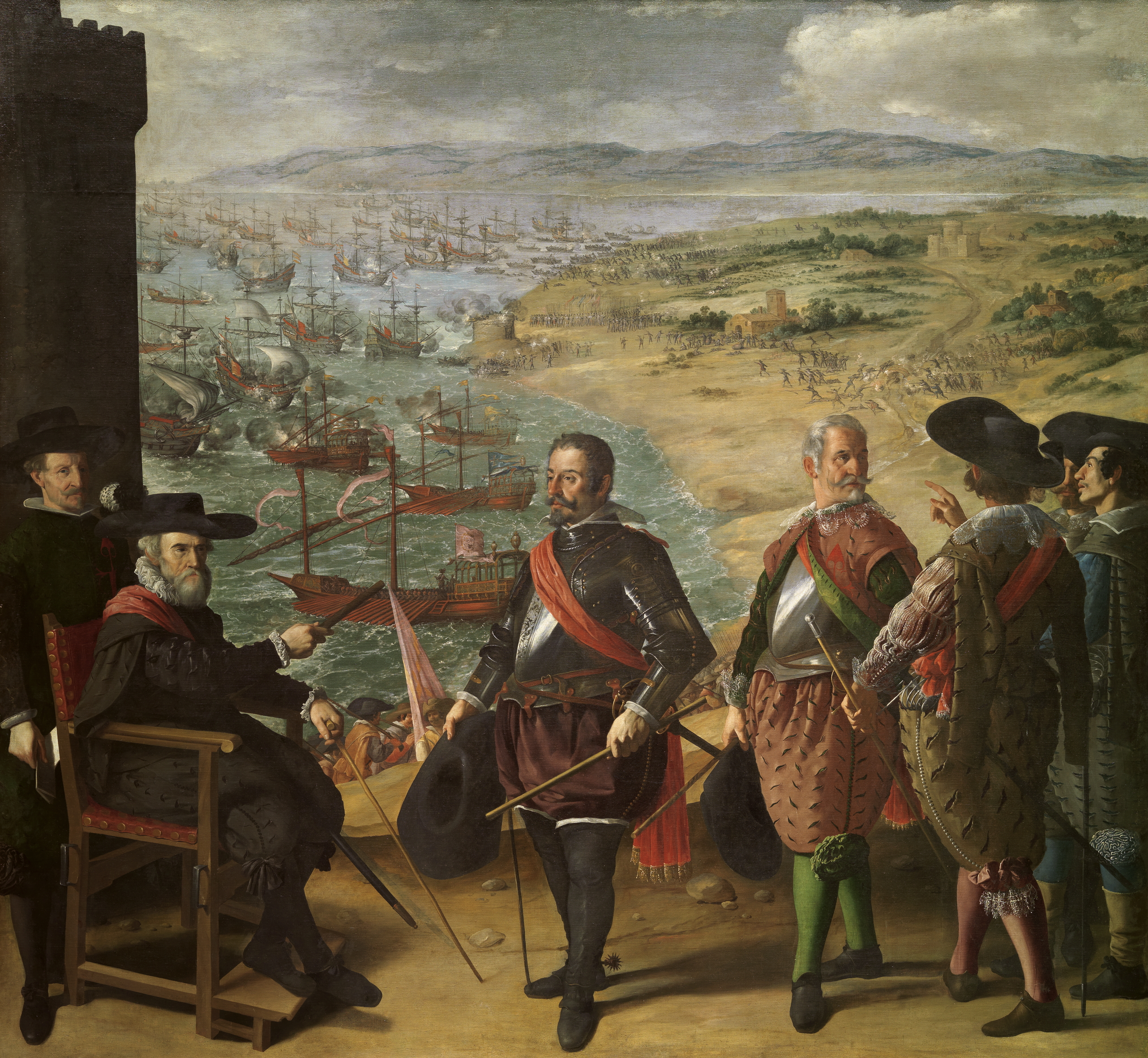
Francisco de Zurbarán, Défense de Cadix contre les Anglais, 1634, Musée du Prado

Quand les autres puissances maritimes d'Europe commencèrent à menacer la suprématie navale de l'Espagne, Cadix fit face à de nombreuses batailles. Une flotte anglaise dirigée par sir Francis Drake attaqua le port en 1587 en détruisant de nombreux vaisseaux et en 1596, la ville fut pillée par des navires anglais sous les ordres de Robert Devereux, 2e comte d'Essex. Au cours du siècle suivant, Cadix fut attaquée par les Anglais à trois reprises: en 1625, en 1640, en 1656, et d'autre-part en 1702, lors de la guerre de succession d'Espagne
En 1717, la Casa de Contratación, administration coloniale espagnole de Séville est déplacée à Cadix, jusqu'à sa suppression en 1790.
La ville compte aux XVIIe et XVIIIe siècles une importante communauté française. En 1762, les bénéfices commerciaux nets des Français, calculés par le Catastro pour servir de base à la Unica contribucion, correspondent pour Cádiz à 472 200 pesos ou piastres, soit 1 888 800 livres et 42,45 % de l’ensemble des bénéfices. Ces chiffres sous-estiment la part des Français, car ces commerçants français établis à Cadix et Séville travaillent pour les négociants étrangers, spécialement anglais.
L'un de ces Français, Armand Joseph Dubernad finance le canal de Murcie, est commissaire et actionnaire de la  Banque de Saint-Charles, créé par son cousin François Cabarrus, ministre du roi d'Espagne. Il finance également les guerres menées par le roi d'Espagne. Il est aussi négociant à Séville et Morlaix. Malgré la protection de Floridablanca, de François Cabarrus et des ambassadeurs et consuls, il est persécuté par l'Inquisition.
Le Règlement du commerce libre de 1778 décidé par Charles III met fin au monopole espagnole du commerce avec l'Amérique détenu depuis la fin du XVIIe siècle par le port de Cadix.
Du fait de la Révolution française, des guerres et du blocus, ces Français vont devoir retourner en France. Cadix est bloquée par la flotte britannique et subit l'assaut des britanniques mené par le Contre-amiral Horatio Nelson entre juin et juillet 1797 Le blocus dure pendant presque quinze mois jusqu'en 1798.

## Cortès de Cadix

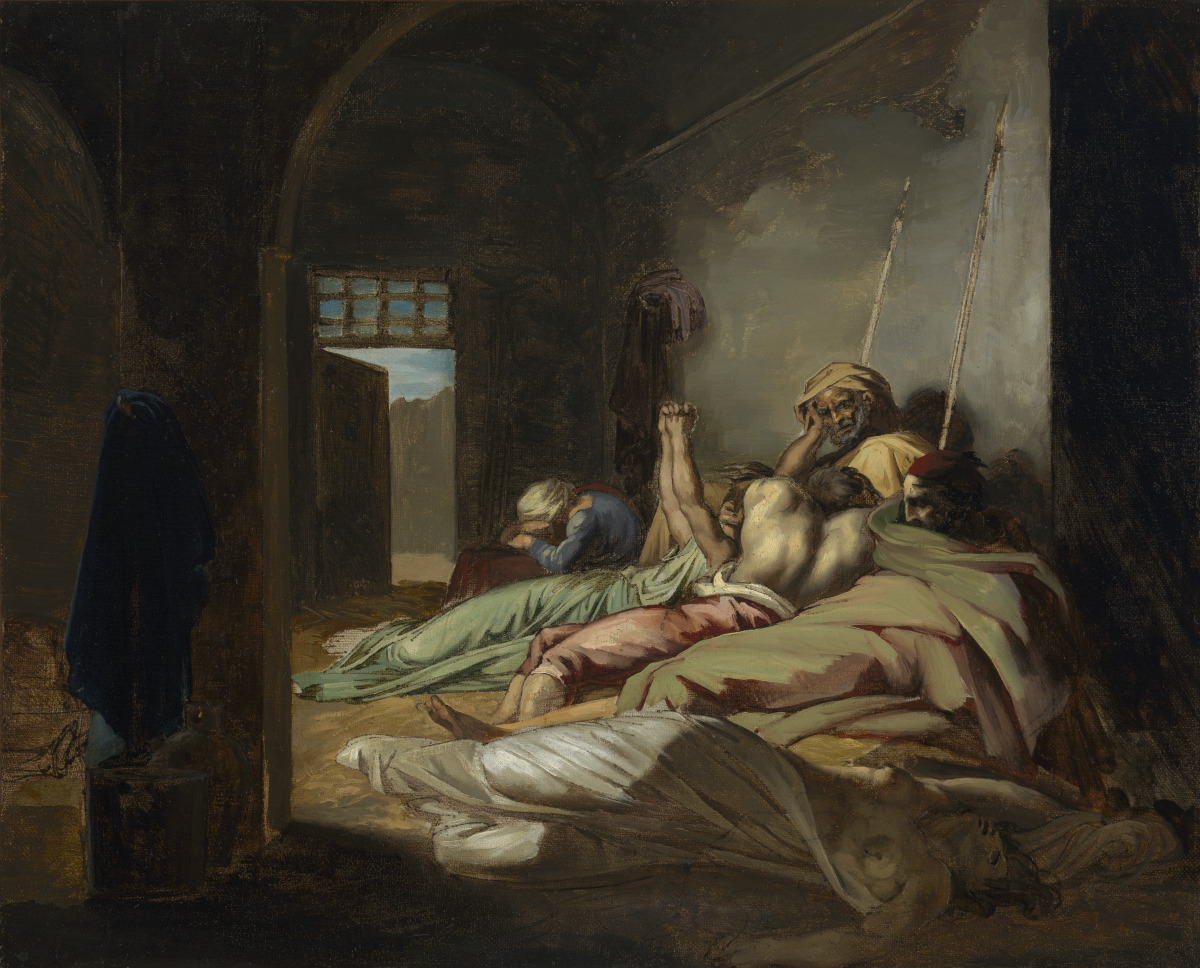
Scène de l'épidémie de fièvre jaune à Cadix
Théodore Géricault, vers 1819
Musée des Beaux-Arts de Virginie, Richmond

En 1808, quand Napoléon offre la couronne d'Espagne à son frère Joseph, la guerre d'indépendance espagnole. Dans un contexte de guérilla, les Cortes préparent la promulgation d'une nouvelle constitution. Après avoir siégé à Séville, elles se déplacent à San Fernando dans la baie de Cadix (La Isla de León à l'époque), où leur première réunion se tient le 24 septembre 1810, dans ce qui est aujourd'hui le Théâtre des Cortes. Dès lors, Cadix et sa baie sont assiégés par la flotte française (de février 1810 à août 1812). Après le 20 février 1811, les Cortès siègent à Cadix, et c'est dans cette ville qu'est adoptée la Constitution de Cadix, constitution libérale de 1812, distinguant le pouvoir exécutif, confié au roi et à ses ministres, et le pouvoir législatif.
Quand l'Espagne perd ses colonies en Amérique, au XIXe siècle, la richesse de la ville commença à décliner.
Le 31 août 1823, le fort du Trocadero qui défendait le port fut enlevé à marée basse par le corps expéditionnaire français commandé par le Duc d'angoulème, envoyé par son oncle Louis XVIII pour rétablir le roi Ferdinand VII sur son trône. L'ancien Palais du Trocadéro à Paris fut construit pour commémorer ce fait d'armes.
Pendant la guerre d'Espagne, Cadix fut une base des forces nationalistes du général Franco.